# Doğan Babacan
Doğan Babacan (* 5. April 1930 in Istanbul; † 18. Mai 2018) war ein türkischer Fußballspieler und -schiedsrichter. Er wurde international bekannt als erster Schiedsrichter, der bei einer WM-Endrunde einem Spieler die Rote Karte zeigte.

## Sportlicher Werdegang
Babacan spielte in der Jugend bei Beşiktaş Istanbul; als Erwachsener war er für Karşıyaka SK, Kasımpaşa Istanbul, Emniyet SK und Hacettepe SK aktiv. Nach einer 1954 erlittenen Knieverletzung musste er die aktive Laufbahn beenden. Anschließend widmete sich der Schiedsrichterei, wo er nach Gründung der Millî Lig zum Erstligaschiedsrichter aufrückte. Ab 1964 leitete er Länderspiele; dabei wurde er 1969 in die FIFA-Schiedsrichterliste aufgenommen und leitete im April des Jahres das Aufeinandertreffen von Bulgarien und Luxemburg im Rahmen der Qualifikation zur Weltmeisterschaftsendrunde 1970. 
Babacan leitete zwei Gruppenspiele bei den Olympischen Sommerspielen 1972 und gehörte zwei Jahre später zu den Schiedsrichtern beim WM-Turnier 1974. Beim Auftaktspiel der Gruppe 1 zwischen Deutschland und Chile im Olympiastadion Berlin verwies er Mitte der zweiten Halbzeit den Chilenen Carlos Caszely unter Nutzung der Roten Karte des Feldes; dies war der erste Anwendungsfall für die 1970 als visuellen Hinweis für einen Feldverweis eingeführte Karte. Dies blieb sein einziges Turnierspiel als Schiedsrichter; zweimal wurde er im Turnierverlauf noch als Linienrichter eingesetzt.
Babacan pfiff zudem bedeutende Spiele auf nationaler sowie europäischer Ebene. Mehrfach stand er dabei beim Endspiel um den türkischen Landespokal sowie den nationalen Supercup auf dem Spielfeld; zudem leitete er 1975 das Rückspiel um den UEFA Super Cup zwischen Dynamo Kiew und dem FC Bayern München. Oleh Blochin schoss dabei die Sowjetmannschaft per Doppelpack zum Titel. 1978 beendete er seine aktive Laufbahn und war anschließend als Funktionär tätig. Zudem schrieb er mehrere Bücher über das Schiedsrichterwesen.
Hauptberuflich war Babacan für die Privatbank Yapı ve Kredi Bankası tätig; später arbeitete er für ein Unternehmen für Krankenhausbedarf und besaß eine Tankstelle in Elmadağ.